# A Virgem e o Menino Jesus entronizados
A Virgem e o Menino Jesus entronizados (também conhecida por Madonna do Thyssen) é uma pintura a  óleo sobre carvalho datada de c. 1433 habitualmente atribuída ao pintor flamengo Rogier van der Weyden. Encontra-se no Museu Thyssen-Bornemisza em Madrid, Espanha. É um trabalho muito semelhante ao seu Madonna de pé, terminado durante o mesmo período. O painel inclui muitos elementos de iconográficos cristãos, como os profetas, a Anunciação, a infância e a Ressurreição de Cristo, e a Coroação de Maria. Geralmente é aceite como o mais antigo trabalho existente de Van der Weyden, um dos três a ele atribuídos da Virgem e do Menino incluídos num Nicho no exterior de uma parede de uma igreja gótica. 
A pintura aparenta ser a ala esquerda de um díptico separado, provavelmente do painel São Jorge e o Dragão actualmente na Galeria Nacional de Arte, Washington, D.C..  Sendo um trabalho do início da carreira de Van der Weyden, observa-se as influências de Robert Campin e Jan van Eyck. Van der Weyden foi aprendiz de Campin, e o estilo deste mestre é visível na arquitectura do nicho, os traços faciais da Virgem, no seu peito exposto e no tratamento do seu cabelo.